# Holiday in the Sun
Holiday in the Sun is een Amerikaanse film geproduceerd door Time Warner en uitgebracht in 2001. In de film spelen de zusjes Mary-Kate en Ashley Olsen.

## Verhaal
Madison (Mary-Kate) en Alex (Ashley) zijn tweelingzusjes uit Illinois die op vakantie gaan tijdens de wintervakantie naar het Atlantis Resort op de paradijselijke Bahama's. Bij hun vertrek zijn ze teleurgesteld omdat ze niet naar Hawaï gaan met hun vrienden, zoals gewoonlijk, maar ze worden al snel vrolijk als ze ontdekken dat ze een eigen suite hebben. Ook ontdekken ze de prachtige stranden van de Caraïben.
Alex raakt verliefd op Jordan, een medewerker uit het resort. Ze krijgt echter concurrentie van een rijkeluisdochter Brianna, die het hen vrij moeilijk maakt tijdens hun vakantie. Madison wordt verliefd op een "domme" jongen, Scott. Hij wordt geholpen door hun goede vriend Griffen, die hem leert om een meisje te versieren. Griffen is echter zelf smoor op Madison en bekent dit ook later.

## Acteurs
- Mary-Kate Olsen .... Madison
- Ashley Olsen .... Alex
- Megan Fox .... Brianna
- Austin Nichols .... Griffen
- Ben Easter .... Jordan
- Ashley Hughes .... Keegan
- Markus Flanagan .... Harrison
- Jamie Rose .... Judy
- Jeff Altman .... Chad
- Wendy Schaal .... Jill
- Billy Aaron Brown .... Scott
- Ashley Kelly .... Trish
- Sterling Rice .... Carmen
- Phillip Sands .... Ziggy
- Spencer Roberts .... Surfer
- Jason Deveaux .... Stan
- Ben J. Michaels .... Jeffrey
- Gordon Mills .... Teacher
- Chelera Bateman .... Liz
- Cesar Alava .... Champlaine
- Scott Adderly .... Bewaker
- Tony Roberts .... Politieman
- Dawn Forbs .... Katherine
- Dale Russell .... Chauffeur